# William Moore Davis
Pour les articles homonymes, voir William Davis, William Moore, Moore et Davis.
William Moore Davis, né le 22 mai 1829 à Setauket-East Setauket dans l'État de New York et mort le 22 mars 1920 au nord-ouest de Brookhaven (New York), est un peintre américain, contemporain de l'Hudson River School.

## Biographie
Amoureux de la mer, Davis s'engage comme garçon de cabine à l'âge de 15 ans sur un sloop et plus tard commence un apprentissage avec un constructeur de bateaux. Mais, tout aussi attiré par l'art, il abandonne le commerce maritime dans les années 1850 et se met à peindre sérieusement.
Il passe la plus grande partie de sa vie à Port Jefferson, un village du Comté de Suffolk dans l'État de New York. Son travail est influencé par son ami le peintre William Sidney Mount, familier de la famille Davis, qui lui prodigue conseils et encouragements.

## Œuvres

### Galerie

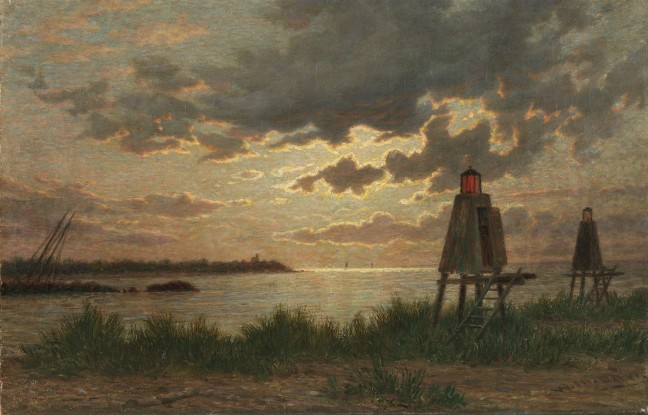
Port Jefferson Harbor
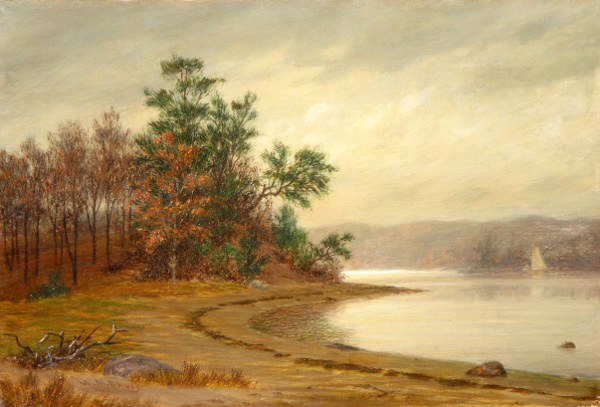
Tidal Inlet On Long Island Sound
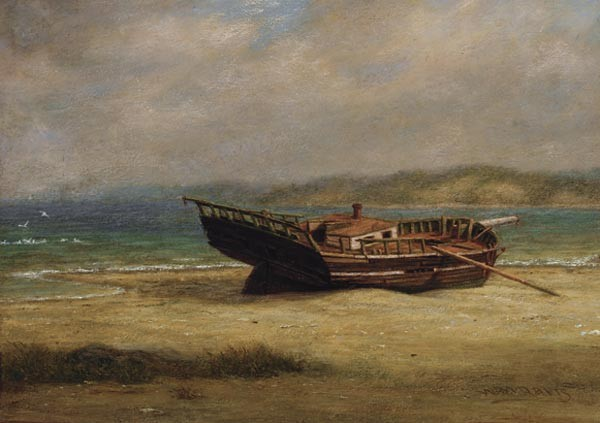
Wreck at Poquot Beach
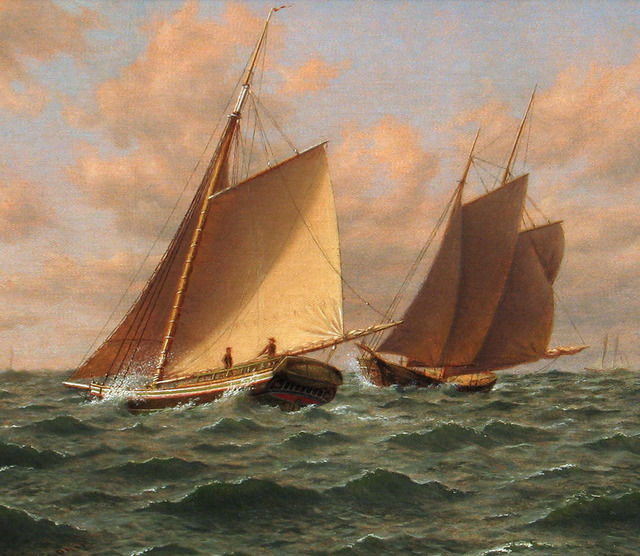
A Close Shave
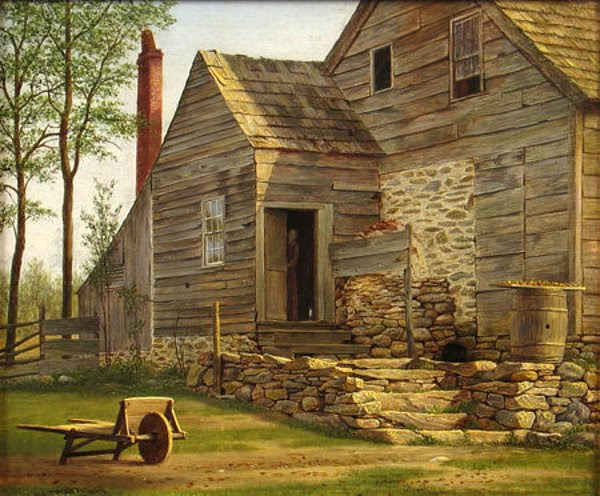
The Lady Behind the Door
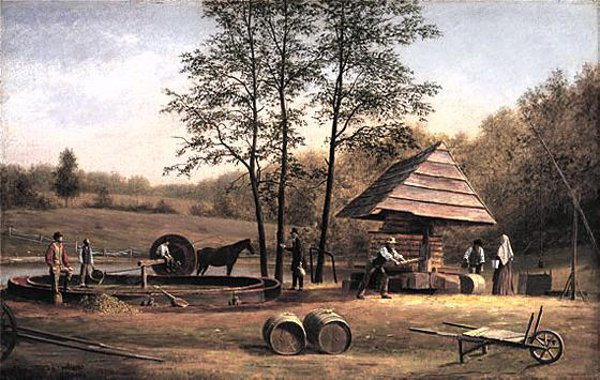
Cider Making On Long Island
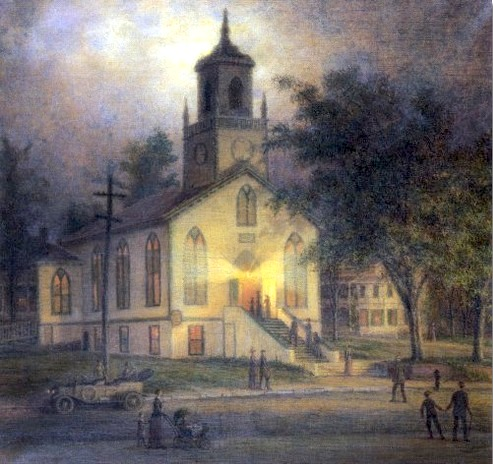
Lecture Night at the Baptist Church, Port Jefferson (1912)